# Keisuke Kunimoto
Keisuke Kunimoto, född 9 januari 1989 i Yokohama, är en japansk racerförare.

## Racingkarriär
Kunimoto vann japanska formel Challenge 2007. Han körde därefter i det japanska F3-mästerskapet 2008.
Han slutade tvåa i den inhemska serien och vann sedan överraskande det internationella Macaus Grand Prix i sitt första försök.
Kunimoto stöds av formel 1-stallet Toyota.